# Caty McNally
Catherine "Caty" McNally (nació el 20 de noviembre de 2001) es una jugadora de tenis estadounidense.
McNally hizo su debut en el cuadro principal de un Grand Slam en el Campeonato de Wimbledon de 2019 después pasar la fase de clasificación.

## Torneos de Grand Slam

### Dobles

#### Finalista (2)
| Año  | Campeonato        | Pareja          | Oponentes en la final                 | Resultado     |
| 2021 | Abierto de EE.UU. | Cori Gauff      | Samantha Stosur Shuai Zhang           | 3-6, 6-3, 3-6 |
| 2022 | Abierto de EE.UU. | Taylor Townsend | Barbora Krejčíková Kateřina Siniaková | 6-3, 5-7, 1-6 |

## Títulos WTA (8; 0+8)

### Dobles (8)
| Leyenda                                |
| Grand Slam (0)                         |
| Juegos Olímpicos (0)                   |
| WTA Finals (0)                         |
| P. Mandatory & Premier 5, WTA 1000 (0) |
| Premier, WTA 500 (2)                   |
| International, WTA 250 (6)             |

| N.º | Fecha                 | Torneo          | Superficie    | Pareja          | Oponentes en la final            | Resultado           |
| --- | --------------------- | --------------- | ------------- | --------------- | -------------------------------- | ------------------- |
| 1.  | 3 de agosto de 2019   | Washington      | Dura          | Cori Gauff      | María Sánchez Fanny Stollár      | 6-2, 6-2            |
| 2.  | 19 de octubre de 2019 | Luxemburgo      | Dura (i)      | Cori Gauff      | Kaitlyn Christian Alexa Guarachi | 6-2, 6-2            |
| 3.  | 18 de abril de 2021   | Charleston II   | Tierra batida | Hailey Baptiste | Ellen Perez Storm Sanders        | 6-7(4), 6-4, [10-6] |
| 4.  | 22 de mayo de 2021    | Parma           | Tierra batida | Cori Gauff      | Darija Jurak Andreja Klepač      | 6-3, 6-2            |
| 5.  | 13 de febrero de 2022 | San Petersburgo | Dura (i)      | Anna Kalinskaya | Alicja Rosolska Erin Routliffe   | 6-3, 6-7(5), [10-4] |
| 6.  | 9 de octubre de 2022  | Ostrava         | Dura (i)      | Alycia Parks    | Alicja Rosolska Erin Routliffe   | 6-3, 6-2            |
| 7.  | 26 de febrero de 2023 | Mérida          | Dura          | Diane Parry     | Wang Xinyu Wu Fang-hsien         | 6-0, 7-5            |
| 8.  | 11 de febrero de 2024 | Cluj-Napoca     | Dura (i)      | Asia Muhammad   | Harriet Dart Tereza Mihalíková   | 6-3, 6-4            |

#### Finalista (3)
| N.º | Fecha                    | Torneo            | Superficie | Pareja          | Oponentes en la final                 | Resultado         |
| --- | ------------------------ | ----------------- | ---------- | --------------- | ------------------------------------- | ----------------- |
| 1.  | 12 de septiembre de 2021 | Abierto de EE.UU. | Dura       | Cori Gauff      | Samantha Stosur Shuai Zhang           | 3-6, 6-3, 3-6     |
| 2.  | 6 de agosto de 2022      | Washington        | Dura       | Anna Kalinskaya | Jessica Pegula Erin Routliffe         | 3-6, 7-5, [10-12] |
| 3.  | 11 de septiembre de 2022 | Abierto de EE.UU. | Dura       | Taylor Townsend | Barbora Krejčíková Kateřina Siniaková | 6-3, 5-7, 1-6     |

## Clasificación en torneos del Grand Slam
| Torneo           | 2017 | 2018 | 2019 | 2020 | 2021 | G-P | Títulos |
| ---------------- | ---- | ---- | ---- | ---- | ---- | --- | ------- |
| Australia        | -    | -    | -    | 2R   | Q2   | 1-1 | 0/1     |
| Roland Garros    | -    | -    | -    | Q2   |      | 0-0 | 0/0     |
| Wimbledon        | -    | -    | 1R   | ND   |      | 0-1 | 0/1     |
| Estados Unidos   | Q1   | Q2   | 2R   | 3R   |      | 3-2 | 0/2     |
| Ganados/Perdidos | 0-0  | 0-0  | 1-2  | 3-2  | 0-0  | 4-4 | 0/4     |